# Janet Siefert
Janet Siefert   () és una investigadora estatunidenca de l'abiogènesi i deixeble del biòleg George Edward Fox. Es va doctorar a la Universitat de Houston el 1997 i és professora al departament d'Estadística de la Universitat Rice des de gener de 1998.
El treball de Janet Louise Siefert tracta de comprendre l'origen de la vida a través de l'ecologia microbiana i l'evolució genòmica i metabòlica. Ha treballat durant 20 anys a la conca de Cuatro Ciénegas, a Mèxic, un oasi desèrtic protegit pel govern mexicà i conegut per presentar un endemisme igual al de les illes Galápagos.
Ha estat la primera dona a exercir com a presidenta de la Gordon Research Conference on the Origin of Life i la primera dona presidenta de l'International Astrobiology Society (2008-2011). És membre del Virtual Planet Laboratory de la Universitat de Washington i és una reconeguda pionera de l'astrobiologia. El seu treball ha estat presentat a Discovery Chanel, la National Geographic Society i al canal History. A més, dirigeix un equip internacional d'investigadors finançat per la National Science Foundation que analitza el llegat de l'ocupació humana als jaciments arqueològics tal com es reflecteix a la comunitat microbiana.